# Amable-Emmanuel Troude
Pour les articles homonymes, voir Troude.
 (septembre 2019).
Si vous disposez d'ouvrages ou d'articles de référence ou si vous connaissez des sites web de qualité traitant du thème abordé ici, merci de compléter l'article en donnant les références utiles à sa vérifiabilité et en les liant à la section « Notes et références ».
 (septembre 2022).
Amable-Emmanuel Troude est un militaire français et un lexicographe breton né à Brest le 8 mai 1803 et mort le 6 janvier 1885 à Brest (Finistère).

## Biographie
Fils de Aimable Gilles Troude, officier de marine au grade de Contre-amiral, qui s'est distingué à la bataille d'Algésiras, Amable-Emmanuel Troude travaille en collaboration étroite avec le poète et philologue Gabriel Milin.
En 1820, il commence son service militaire. En 1827, il revient de l’Expédition d’Espagne. Il rencontre de façon décisive le lexicographe et grammairien breton Jean-François Le Gonidec (de Kerdaniel). En 1842, il est chef de bataillon lors de la campagne d'Afrique du Nord. 
À sa retraite, il est colonel.

## Publications
- Dictionnaire français et celto-breton, Brest, Vve J.-B. Lefournier, LXV et 594 pages, 1842
- , Mignoun ar Vugale, Brest, Lefournier, 1855
- Sans nom d'auteur (TROUDE', A.-E., MILIN, G.), , Nouvelles conversations en breton et en français - Divizou brezonek ha gallek, Saint-Brieuc, L. Prud, XVI et 136 pages, 1857. Consultable sur la bibliothèque numérique de l'Université Rennes 2
- Sans nom d'auteur (TROUDE', A.-E., MILIN, G.), , Colloque français et breton ou nouveau vocabulaire, Brest, J.-B et A. Lefournier, 6e édition, 148 pages, 1862. Consultable sur la bibliothèque numérique de l'Université Rennes 2
- MILIN, G. , Jezuz Krist, skouer ar Gristenien, Brest, J.-B et A. Lefournier, 612 pages, 1842
- MILIN, G. , Ar Marvailler brezounek pe marvaillou brezounek dastumet gant ar C'horonal, Brest, J.-B et A. Lefournier, 348 pages, 1870
- Nouveau dictionnaire pratique français-breton, du dialecte de Léon avec les acceptations diverses dans les dialectes de Vannes, Tréguier et Cornouailles et la prononciation quand elle peut paraître douteuse, Brest, Lefournier, XXXII et 940 pages, 1869 ; 3e  éd., 1886 (en ligne).
- Nouveau dictionnaire pratique breton-français, du dialecte de Léon avec les acceptations diverses dans les dialectes de Vannes, Tréguier et Cornouailles et la prononciation quand elle peut paraître douteuse, Brest, Lefournier, XXIV et 823 pages, 1876 (en ligne).